# Veľké Ripňany
Veľké Ripňany es un municipio del distrito de Topoľčany en la región de Nitra, Eslovaquia, con una población estimada a final del año 2024 de 2094 habitantes.
Se encuentra ubicado al norte de la región, cerca del río Nitra (cuenca hidrográfica del Danubio) y de la frontera con las regiones de Trnava y Trenčín.

## Demografía
| Año        | 1994 | 2004    | 2014    | 2024    |
| ---------- | ---- | ------- | ------- | ------- |
| Población  | 2139 | 2127    | 2120    | 2094    |
| Diferencia |      | −0,56 % | −0,32 % | −1,22 % |

| Año        | 2023 | 2024    |
| ---------- | ---- | ------- |
| Población  | 2079 | 2094    |
| Diferencia |      | +0,72 % |